# Palazzo Olivazzi
Palazzo Olivazzi Trivulzio è un edificio storico di Milano situato in via Bigli n. 21

## Storia e descrizione
Il palazzo risale al XVIII secolo, tuttavia si mostra più sobrio rispetto ai tipici spartiti decorativi tardo barocchi. La particolarità del palazzo sta nell'ingresso, costituito da un grande nicchione con arco ribassato racchiuso in bugnato, costruito per permettere alle carrozze un agevole accesso al palazzo dalla stretta via. Sull'angolo del palazzo tra via Bigli e via Manzoni si trova un monumentale balcone angolare con elaborate trame in ferro battuto sorretto da mensole. La facciata non presenta altra decorazione se non delle semplici cornici in muratura delle finestre. All'interno, il cortile si presenta porticato con tre archi ribassati per lato sorretti da colonne di ordine ionico. Il palazzo era anticamente decorato all'interno da affreschi del Tiepolo e di Mattia Preti.
Alla fine del Settecento passa ai Tanzi, nel 1810 ai Nava, poi ai Poldi Pezzoli e poi ai Trivulzio. 
Come segnalato nella lapide affissa all'esterno, abitò qui nella seconda metà dell'Ottocento e fino alla morte la contessa Clara Maffei, nel cui salotto passarono i più noti intellettuali dell'epoca, tra i quali Carlo Tenca, con cui la contessa ebbe una lunga relazione sentimentale, Alessandro Manzoni, Giuseppe Verdi, Giovanni Prati, Francesco Hayez. Nel 1894, per sei anni, vi dimorò la famiglia di Albert Einstein con lo stesso Albert, permanenza ricordata da una targa commemorativa.